# Meximalva venusta
Meximalva venusta är en malvaväxtart som först beskrevs av Diederich Franz Leonhard von Schlechtendal, och fick sitt nu gällande namn av P.A. Fryxell. Meximalva venusta ingår i släktet Meximalva och familjen malvaväxter. Inga underarter finns listade i Catalogue of Life.